# Asthenochloa tenera
Asthenochloa tenera là một loài thực vật có hoa trong họ Hòa thảo. Loài này được Buse mô tả khoa học đầu tiên năm 1854.